# Chandrayaan-2
Chandrayaan-2 () è stata la seconda missione indiana per l'esplorazione lunare dopo Chandrayaan-1. Sviluppata dall'Indian Space Research Organisation (ISRO), la missione prevedeva il lancio con un razzo GSLV Mk III. Comprendeva un orbiter, un lander e un rover, tutti e tre sviluppati in India.
Il lancio è avvenuto il 22 luglio 2019 e prevedeva l'atterraggio di un lander e un rover su un pianoro tra due crateri Manzini e Simpelius, a una latitudine di circa 70° sud. La missione però si è conclusa con lo schianto del lander sulla superficie lunare a causa di problemi software.
Se fosse riuscita, Chandrayaan-2 sarebbe stata la seconda missione a fare atterrare un rover vicino al polo sud lunare. Il 2 settembre l'orbiter e il lander si sono correttamente separati e successivamente a una serie di controlli è stata selezionata e controllata l'area di atterraggio, programmato per il 7 settembre alle ore 01:00 IST (le 22:00 UTC). Il lander ha effettuato correttamente la discesa verso il suolo lunare sino a un'altitudine di 2,1 km, momento in cui il collegamento con la stazione ricevente di terra si è interrotto. Il lander, presumibilmente schiantatosi, è stato rilevato al suolo dall'orbiter tramite rilevamento termico.
A detta della ISRO, questa missione avrebbe usato e collaudato molte nuove tecnologie conducendo nuovi esperimenti. Il rover si sarebbe mosso sulla superficie lunare effettuando analisi chimiche in situ. I dati sarebbero stati inviati sulla Terra tramite l'orbiter Chandrayaan-2.
Il primo allunaggio della storia è stato effettuato dalla missione Luna 2 del 1959 effettuata dall'URSS, che eseguì anche il primo allunaggio morbido con la missione Luna 9, mentre la seconda e terza nazione ad aver compiuto l'impresa sono state rispettivamente gli USA e la Cina.

## Storia
Il 12 novembre 2007, i rappresentanti della Roscosmos e della ISRO firmarono un accordo per il lavoro congiunto sul progetto Chandrayaan-2. ISRO sarebbe stata la responsabile dell'orbiter e del rover, mentre Roscosmos avrebbe dovuto preparare il lander.
Il governo indiano, con Manmohan Singh come primo ministro, approvò la missione il 18 settembre 2008. Il design del veicolo è stato completato nell'agosto del 2009, con una revisione congiunta degli scienziati di entrambi i paesi.
Sebbene la ISRO avesse realizzato il carico utile nei tempi prestabiliti, la missione fu posticipata nel gennaio del 2013 e poi per il 2016, perché la Russia non riuscì a sviluppare il lander in tempo. Roscosmos si ritirò in seguito al fallimento della missione Fobos-Grunt per Marte, dato che gli aspetti tecnici legati alla missione Fobos-Grunt, che erano anche usati nei progetti lunari, avevano bisogno di una revisione. Quando la Russia menzionò di non essere in grado di fornire il lander neanche nel 2015, l'India decise di sviluppare la missione indipendentemente.
Il lancio era in programma per marzo 2018, ma prima posticipato ad aprile e poi a ottobre per effettuare ulteriori test sul veicolo. Il 19 giugno 2018, dopo la quarta Comprehensive Technical Review del programma, è stata pianificata l'implementazione di una serie di cambi nella configurazione e nelle sequenze di atterraggio, portando il lancio ad aprile 2019. Poiché durante uno dei test si sono danneggiate due gambe del lander, il lancio è stato posticipato alla seconda metà del 2019.

## Carico utile
ISRO selezionò cinque strumenti scientifici per l'orbiter, quattro per il lander, e due per il rover. Mentre inizialmente si pensava che la NASA e l'ESA collaborassero costruendo alcuni strumenti per l'orbiter, ISRO ha poi precisato che non ci saranno payload di paesi stranieri a causa di restrizioni sul peso.

### Carico utile del landerVikram
- Sismometro per studiare terremoti lunari vicini al sito di atterraggio[31][35][36]
- Sonda termica per stimare le proprietà termiche della superficie lunare[35]
- Sonda Langmuir per misurare la densità e la variazione di plasma della superficie lunare[31][35]
- Esperimento di occultazione radio per misurare il totale contenuto di elettroni[35]
- Una schiera di catarifrangenti laser (LRA) del Goddard Space Flight Center per misurazioni precise della distanza Terra–Luna.[37]

### Carico utile del roverPragyan
- Laser induced Breakdown Spectroscope (LIBS) del Laboratory for Electro Optic Systems (LEOS), in Bangalore.
- Alpha Particle Induced X-ray Spectroscope (APIXS) del PRL, in Ahmedabad.